# Kościół Wniebowzięcia Najświętszej Maryi Panny w Kalinowie
Kościół Wniebowzięcia Najświętszej Maryi Panny w Kalinowie – kościół wybudowany w 1924 roku według projektu Arthura Kicktona w mazurskiej wsi Kalinowo. Mieści się przy ulicy Mazurskiej 1. Początkowo świątynia ewangelicka, po II wojnie światowej polski kościół rzymskokatolicki. Od 1992 widnieje w rejestrze zabytków.
Kościół posiada dwa zabytkowe dzwony z lat 1662 i 1672.

## Galeria

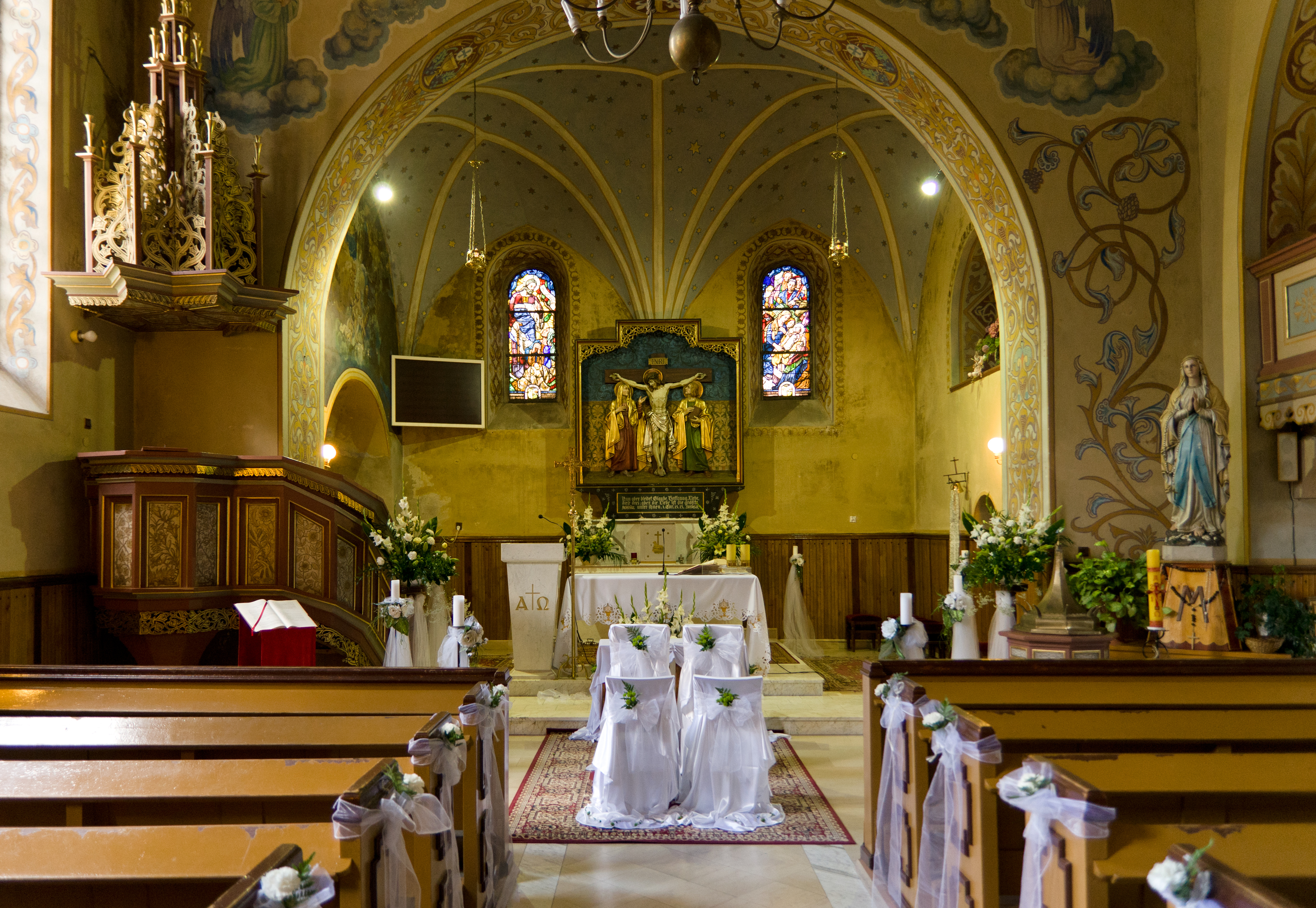
Ołtarz główny
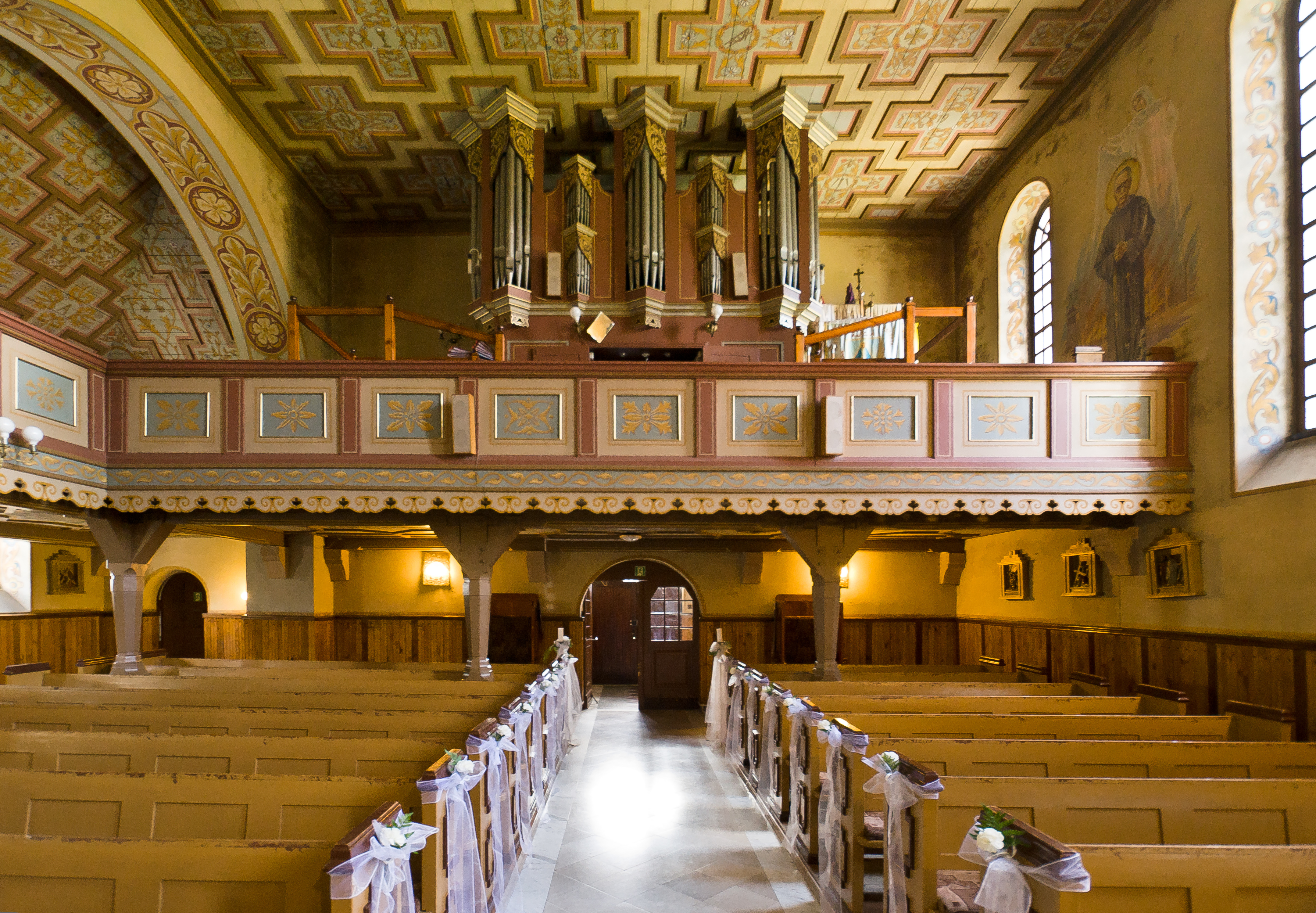
Chór
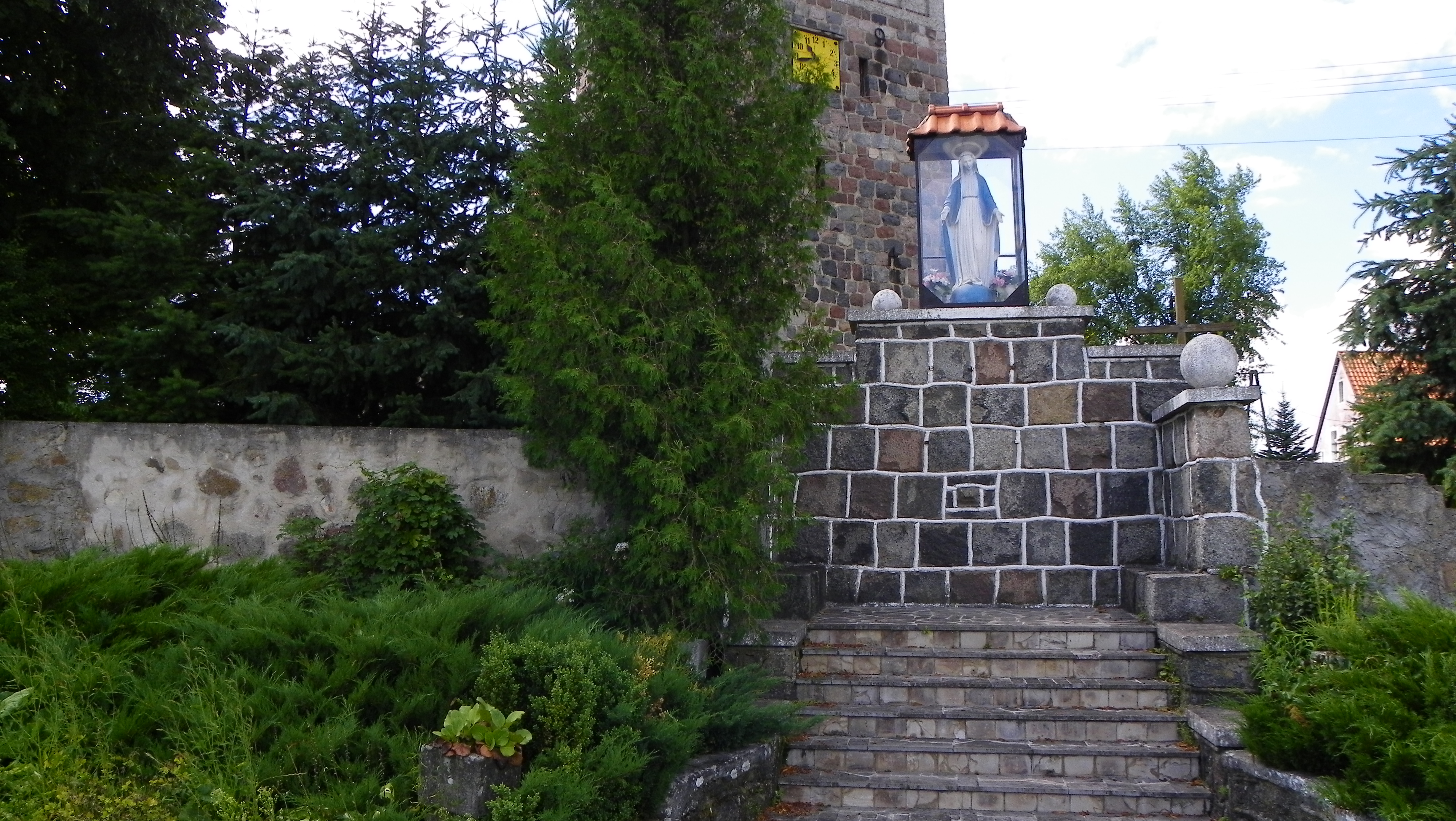
Kapliczka przykościelna
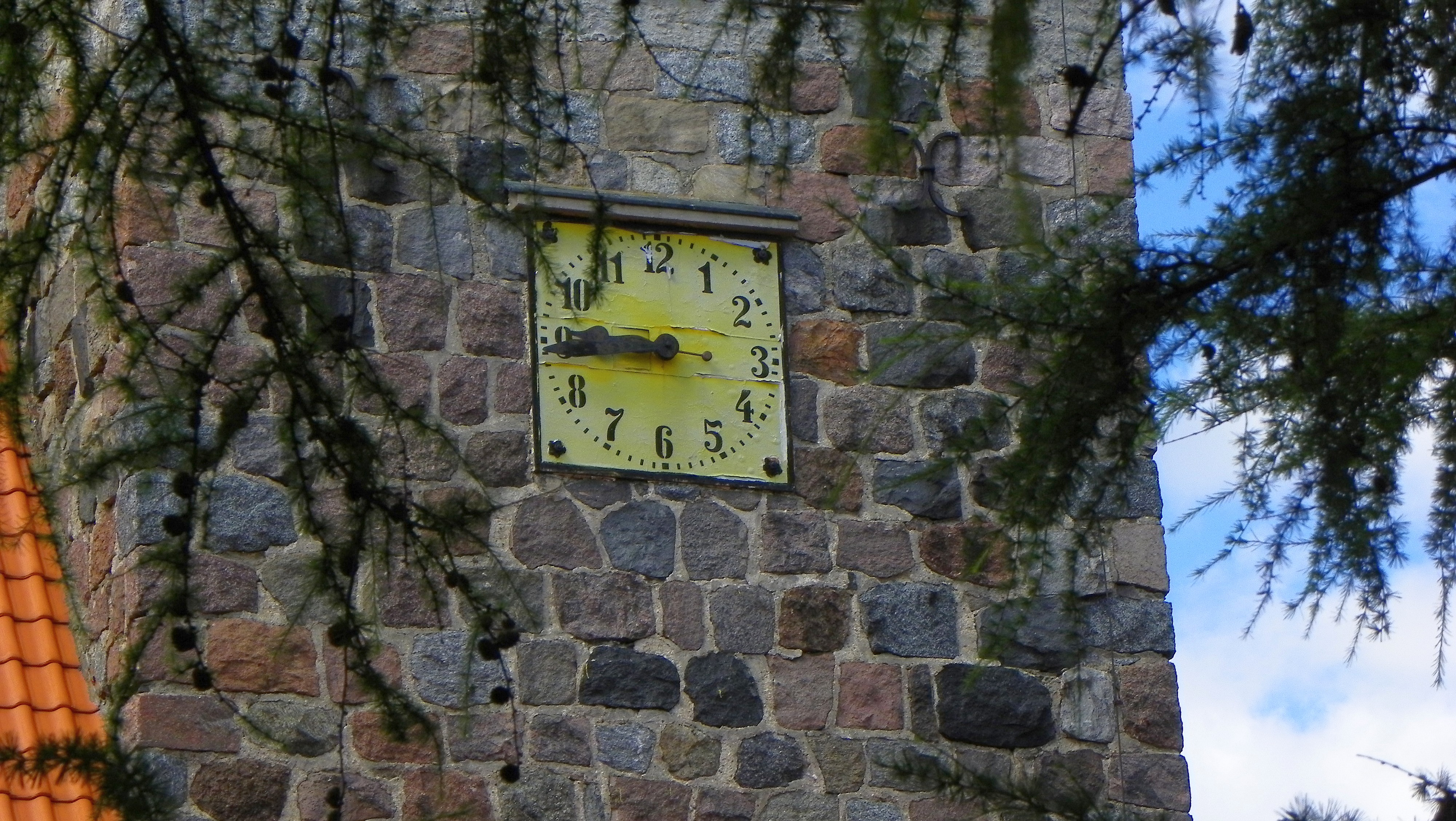
Zegar na wieży kościelnej